# Philip Bloemendal Prijs
De Philip Bloemendal Prijs is een tweejaarlijkse prijs voor talentvolle jonge radio- en televisiemakers. De prijs, die in 2002 voor het eerst werd uitgereikt, is vernoemd naar Philip Bloemendal, wiens stem bekend is door het Polygoon-journaal. De prijs bestaat uit een vakopleiding en 3500 euro. De stichting Philip Bloemendal Fonds wil met deze prijs kwaliteitsbesef bij nieuwe generaties presentatoren in de media bevorderen.

## Prijswinnaars
| Jaar | Winnaar           | Andere genomineerden                  |
| ---- | ----------------- | ------------------------------------- |
| 2002 | Brecht van Hulten | Iwris Kelly en Thomas Loudon          |
| 2004 | Lucella Carasso   | Thomas Loudon en Henry Schut          |
| 2006 | Wouter Zwart      | Antoin Peeters en Margriet Wesselink  |
| 2008 | Sofie van den Enk | Herman van der Zandt en Michiel Vos   |
| 2010 | Ajouad El Miloudi | Roel Maalderink en Ardy Stemerding    |
| 2012 | Luuk Ikink        | Ewout Genemans en Lex Uiting          |
| 2014 | Arman Avsaroglu   | Marieke Elsinga en Olaf Koens         |
| 2016 | Eva Cleven        | Amber Brantsen en Anita Sara Nederlof |
| 2018 | Saskia Houttuin   | Sahil Amar Aïssa en Charlotte Nijs    |
| 2020 | Sosha Duysker     | Ruben Leter en Sid van der Linden     |
| 2022 | Stephan Komduur   | Merel Ek en Maxime de Vries           |
| 2024 | Gijs Sanders      | Chaira Koops en Jan van Poppel        |